# Ortochile barbicoxa
Ortochile barbicoxa är en tvåvingeart som först beskrevs av Gabriel Strobl 1909.  Ortochile barbicoxa ingår i släktet Ortochile och familjen styltflugor. Inga underarter finns listade i Catalogue of Life.